# Szivessy András
André Sive (Szivessy András, Budapest, 1899 – Morainvilliers, 1958) magyar-francia műépítész.

## Élete
1924-től kezdte tanulmányait Bécsben, Berlinben, majd végül Párizsban, Auguste Perret műhelyében. Több alkalommal is dolgozott együtt Goldfinger Ernővel 1924 és 1929 között.
1931-től 1933-ig Pierre Forestier-vel dolgozott együtt. A két fiatal építész megnyerte a Cité sanitaire de Clairvivre város pályázatot, aminek eredményeképpen csekély 25 hónap alatt megterveztek egy kisvárost 180 házzal, két tömbházzal, kórházzal, kávézós hotellel, éttermekkel, mozival, üzletekkel, iskolákkal, egy autószerelő-műhellyel és kazánházzal. Szivessy 1935 körül került Eugène Beaudouin and Marcel Lods irodájához, ahol megismerkedett Jean Prouvé-val, aki jelentős befolyással volt rá. Számos épületen dolgoztak együtt ketten 1939-ben, az eredményes közreműködésüknek a második világháború vetett véget, mivel Szivessy Algériába menekült és csak 1945-ben tért vissza Franciaországba.
Nem sokkal a háború előtt kinevezték a Francia Köztársaság Ideiglenes Kormányának műépítészeti osztályának vezetőjévé. 1945-ben változtatta nevét André Sive-re. 1946-47-ben Gilbert Grandval kinevezte a saarlandi városrendezési osztály igazgatóhelyettesének, Saarland katonai közigazgatása alatt. Marcel Roux-val megtervezték a Saarland régió újjáépítésének tervét. A munkálatokat azonban nem vezette le, ehelyett Le Corbusier-vel együtt elutazott az Egyesült Államokba. 1947-ben a francia francia városrendezőkkel együtt szerkesztette az Urbanisme de Sarre című publikációt, emellett rendszeresen írt cikket a L'Architecture d'Aujourd'hui folyóiratnak, amíg a szerkesztő bizottság tagja volt.
1948-ban visszatért Párizsba, hogy megnyissa saját irodáját. Eugène Claudius-Petit, az újjáépítésért és urbanisztikáért felelős miniszter (Ministre de la Reconstruction et de l'Urbanisme – MRU) alkalmazta minisztériumánál. Ebben a minőségében több más építésszel kollaborált az MRU projektjein belül, beleértve a Boulogne-sur-Mer újjáépítését és szociális lakótelepek építését Meudon, Aubervilliers, Bar-le-Duc és Firminy városokban. 1956-ban Brazíliaváros tervező bizottságának tagja.
Testvére, Szivessy Tibor (1884–1963) szintén neves építész volt.

## Tagságai
Sive tagja volt a L'Ordre des Architectes-nek, az Union des Artistes Modernes-nek és igazgatója a Cercle d'Etudes architecturales-nak.

## Kitüntetések
- francia Becsületrend

## Publikációk
- Marcel Roux-val együtt: Densités urbaines. In: L’Architecture d’Aujourd’hui, Nr. 1, 1946, S. 14
- Urbanisme en Sarre. Saarbrücken, 1947
- Städtebau im Saarland. Saarbrücken, 1947
- Marcel Roux-val együtt: Wohndichten im Städtebau. Theoretische Studie der verschiedenen Wohndichten. In: Bau. Zeitschrift (für) wohnen, arbeiten, sich erholen. 1. Jg. 1947/48, Heft 1, S. 33-36

## Munkássága
- 1931–1933 Cité sanitaire de Clairevivre, Salagnac, Pierre Forestier-rel
- 1937 Villa Blondeau, Algier, Pierre Forestier-el
- 1935−1939 Maison du Peuple, Clichy
- 1946−1948 Wohnhaus, Hartsdale, USA, Marcel Loeb-bel
- 1946−1947 Saarland területrendezési terve, Marcel Roux-val (nem valósult meg)
- 1947 Neue Bremm emlékmű, Saarbrücken
- 1950−1953 Sans Souci, Meudon, Jean Prouvé és Henri Prouvé közreműködésével
- ca. 1953 Szociális lakások, Aubervilliers, Jean Kling és Claude Raccoursier közreműködésével
- ca. 1953 Val Fleury és Cité des Blancs Szociális lakások, Meudon, Jean Kling-gel
- ca. 1954 négy lakótorony, Boulogne-sur-Mer, Quai Gambetta, öt másik építésszel együtt
- 1954−1965 Firminy-Vert városrész, Marcel Roux, Charles Delfante és P. Tyr közreműködésével
- 1957 Alphonse-Laveran Katonai kórház, Marseille, Pierre Forestier-rel
- 1958 Laboratórium, Saint-Denis (Seine-Saint-Denis), R.-A. Coulon-nal

## Külső hivatkozások
- Sive Archiválva 2016. március 4-i dátummal a Wayback Machine-ben, Künstlerlexikon des Saarlandes